# Церква святого Димитрія (Острівець)
Церква святого Димитрія в Острівці — однойменні парафії і храми православної та греко-католицької громад у селі Острівець Тернопільського району Тернопільської области.

## Історія церкви
У 1991 році парафія відновила свою діяльність у лоні УГКЦ, але громада села розділилася на дві конфесії: УГКЦ та ПЦУ. Колишній греко-католицький храм 1848 року перейшов до громади ПЦУ, оскільки вона була чисельно більшою.
Через це у 1997 році громада УГКЦ збудувала для своїх богослужінь каплицю, яку того ж року освятив отець-митрат Василій Семенюк. У листопаді 2015 року архієпископ Василій Семенюк освятив відремонтований костел, збудований у 1893 році, для потреб греко-католицької громади.
При греко-католицькій парафії діють: Марійська і Вівтарна дружини, а також братство Матері Божої Неустанної Помочі.

## Парохи
УГКЦ
- о. Іван Дидицький (†1849),
- о. Іван Лопатинский (1849—1851, адміністратор, 1851—†1888, парох),
- о. Йосиф Ліщинський (1888—1889, адміністратор),
- о. Іван Волянський (1889—1913),
- о. Платон Карпінський (1913—†1937),
- о. Йосип Побережний (1937—1944),
- о. Мирон Кордуба,
- о. Методій Бучинський (1991—1995),
- о. Богдан Церулик (1996),
- о. Степан Манорик (1996—2001),
- о. Віталій Мадараш (з 14 червня 2001).

ПЦУ
- о. Ігор Боднар — нині[1].